# Asaphodes humeraria
Asaphodes humeraria là một loài bướm đêm trong họ Geometridae.